# Française de Mécanique
La Française de Mécanique (spesso abbreviata anche in FM) è stata una joint-venture industriale stretta nel 1969 tra le due Case automobilistiche francesi Peugeot e Renault. Il nome identifica anche il vasto stabilimento costruito a Douvrin proprio per realizzare gli obiettivi di tale joint-venture, e cioè la fabbricazione in comune di motori per automobili. Tale collaborazione durò fino alla fine del 2013, quando la fabbrica di Douvrin passò interamente nelle mani del gruppo PSA.

## Storia

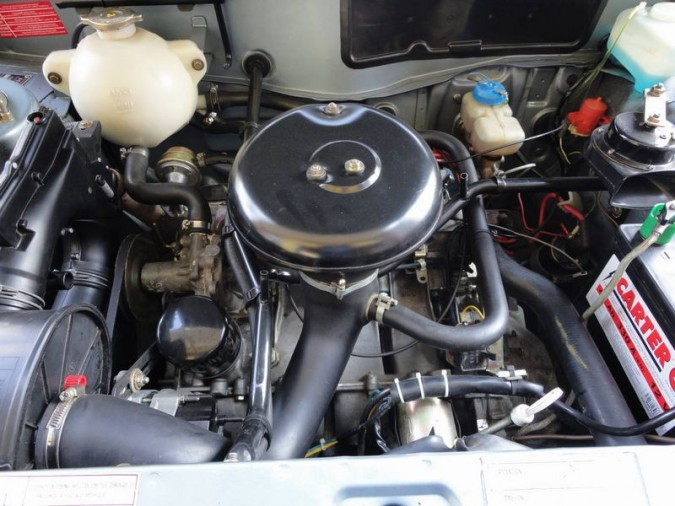
Un motore serie X, primo motore ad essere prodotto dalla Française de Mécanique

Risalgono al 1966 i primi incontri tra i vertici delle due Case automobilistiche aventi come oggetto il vaglio di una possibilità di collaborazione tra Peugeot e Renault per la produzione in comune di motori automobilistici. La nascita di tale collaborazione fu tuttavia ufficializzata solo tre anni dopo, quando tra l'altro vennero erette i primi fabbricati che avrebbero costituito parte del grande impianto produttivo di Douvrin, nel nord della Francia. Da subito, all'interno di tali fabbricati, cominciarono le prime fasi di organizzazione del lavoro, mentre anche il resto del vasto sito produttivo prese lentamente forma. L'impianto di Douvrin si ergeva su un vasto lotto di 148 ettari di terreno, dei quali 37.1 furono costituiti da edifici e che fu dotato di ben 12 km di strade interne. La Française de Mécanique prevedeva la partecipazione di entrambe le parti per il 50% ciascuna. Un'ulteriore suggello a tale collaborazione tra le due case, storicamente rivali fra loro, si ebbe nel 1970, quando venne fondata la STA (Société de Transmission Automatique), dedicata alla progettazione e realizzazione in comune di cambi automatici, ma in questo caso le partecipazioni furono differenti: solo il 20% per la Peugeot e il restante 80% per la Renault. La sede operativa di tale fabbrica di cambi fu stabilita a Ruitz, poco distante da Douvrin.
Tornando ai motori, un primo obiettivo prefisso dalle due parti fu quello di produrre motori di fascia bassa, proposito che avrebbe portato nel 1972 all'avvio della produzione della cosiddetta famiglia X di motori, destinata ad essere montata su modelli di entrambe le Case automobilistiche. Ma in seguito, la produzione in comune si estese anche a motori di fascia alta, tra cui il famoso motore PRV, alla cui progettazione, sviluppo ed utilizzo si aggiunse anche la svedese Volvo.

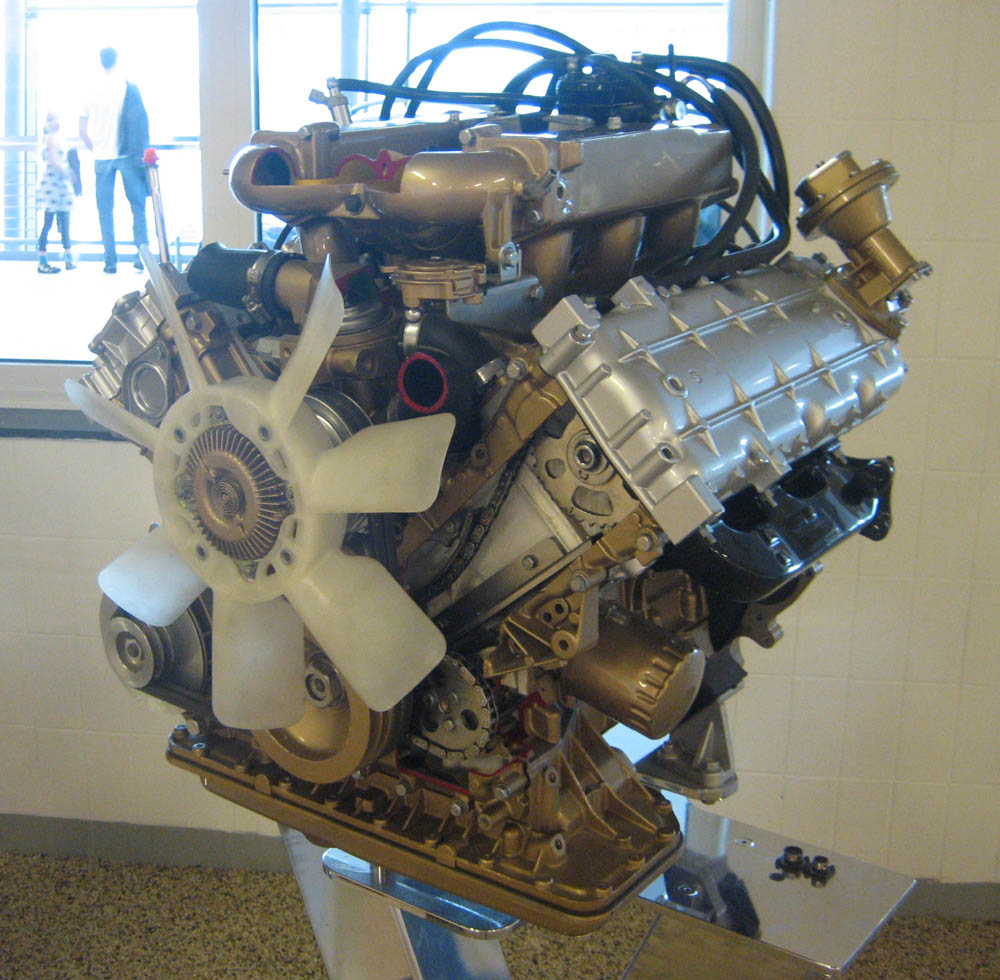
Un motore PRV

La produzione di motori all'interno dell'impianto di Douvrin vide nel corso degli anni '80 una netta prevalenza del gruppo PSA, nel frattempo nato dalla fusione fra Peugeot e Citroën. Mentre i motori Douvrin e PRV furono utilizzati più o meno uniformemente da entrambe le parti, il gruppo PSA sostituì i precedenti motori della famiglia X con i nuovi motori TU, che però non vennero mai montati su modelli della Renault. Quest'ultima, dal canto suo, si riaffacciò alla produzione a Douvrin di tale fascia motoristica solo dal 1996, quando fu avviato l'assemblaggio dei nuovi motori della famiglia D, che dal canto loro non vennero invece mai utilizzati dal gruppo PSA. Tra l'altro, nel 1996 si ebbe la fine della produzione dei motori Douvrin, sostituiti dai motori della famiglia F che però furono assemblati presso lo stabilimento di Cléon. Fu l'inizio dell'allontanamento della Renault dallo stabilimento di Douvrin e dalla joint-venture della Française de Mécanique. 
Un ulteriore passo indietro si ebbe quando nel 2010 cessò la produzione dei motori V6 della serie ES/L, a cui stavolta partecipavano sia Renault che PSA. La difficile congiuntura finanziaria che gravava in tutto il mondo (non solo dell'industria automobilistica) rese sconsigliabile tornare ad occuparsi di un motore di tale fascia di mercato. Nessuno dei due partecipanti ritornò quindi sull'argomento, ma a quel punto la Renault produceva a Douvrin solo i piccoli motori della famiglia D, peraltro non più moderni, visto che l'alleanza con la giapponese Nissan permetteva lo sviluppo di motori tecnologicamente più avanzati. Quanto al gruppo PSA, esso da tempo aveva avviato la produzione, a Douvrin, dei motori Prince, le cui versioni più potenti riuscivano ad essere molto più performanti dei vecchi motori ES pur avendo una cilindrata di appena 1.6 litri.
Pertanto, nel novembre del 2013 la Renault ed il gruppo PSA posero fine alla loro collaborazione: la Casa della Losanga riacquistò la partecipazione Peugeot/PSA alla STA, mentre il gruppo PSA riacquistò la fetta di collaborazione Renault alla produzione di motori Douvrin. Oggi lo stabilimento di Douvrin è quindi interamente di proprietà del gruppo PSA, che vi assembla ancora i motori Prince, unitamente ai moderni motori tricilindrici della famiglia EB, destinati a sostituire gli ormai vetusti motori TU. Il passaggio al completo controllo dello stabilimento di Douvrin da parte del gruppo PSA non ebbe ripercussioni significative sul piano dell'occupazione, tuttavia, secondo alcune previsioni risalenti all'epoca del "divorzio", gli 830 addetti che entro il 2018 andranno in pensione non saranno sostituiti.

## Tappe storiche

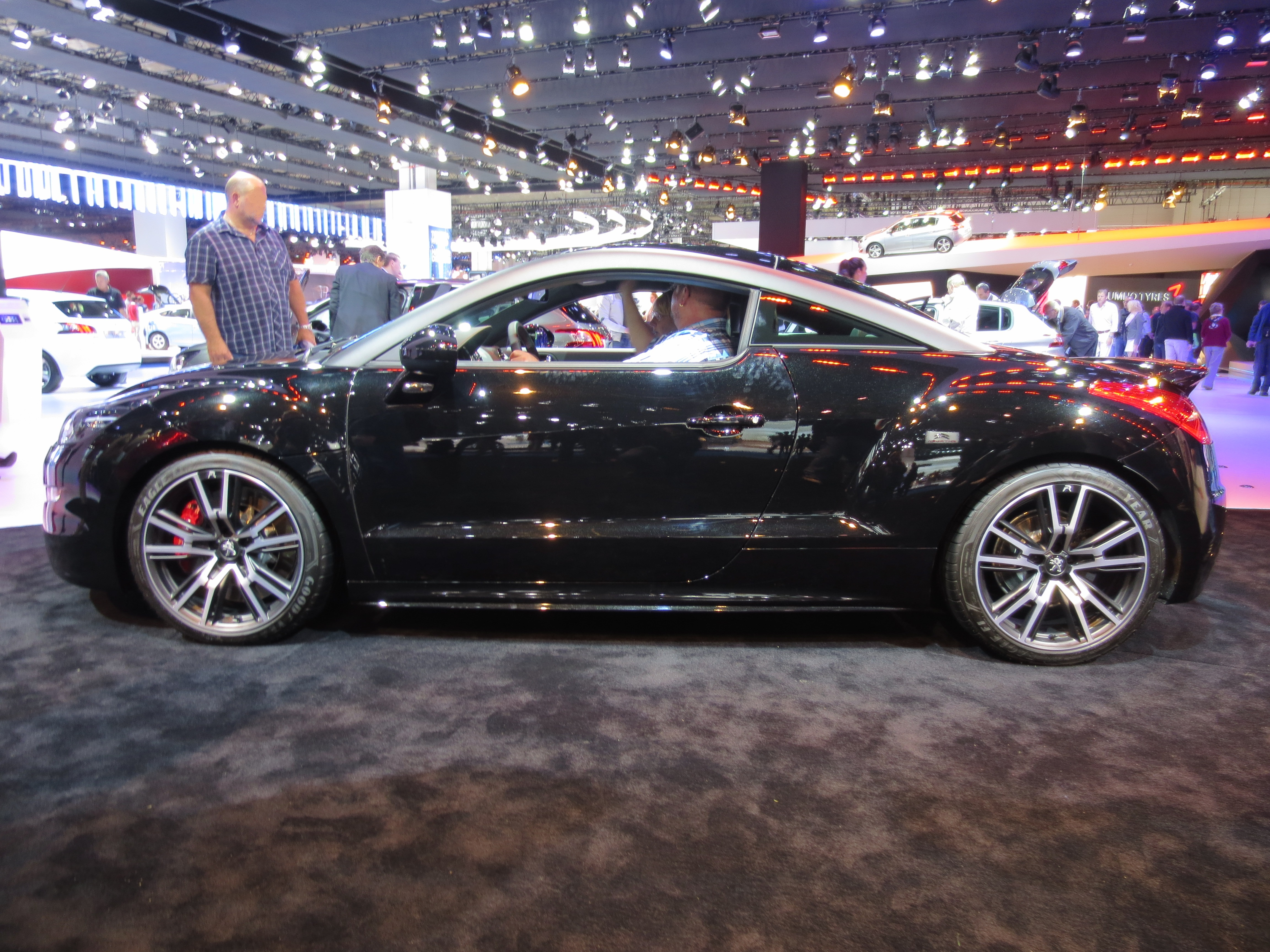
Una Peugeot RCZ-R, spinta dal motore EP da 270 CV

- 1969 - nascita della Française de Mécanique;
- 1971 - avvio della fonderia;
- 1972 - inizia la produzione dei motori della serie X;
- 1974 - inizia la produzione del motore V6 PRV;
- 1977 - inizia la produzione dei motori Douvrin;
- 1986 - inizia la produzione dei motori TU;
- 1990 - lancio dei motori TUF;
- 1996 - inizia la produzione dei motori type D (solo Renault) e dei motori serie ES (presso PSA) e serie L (presso Renault);
- 2001 - inizia la produzione dei motori DV;
- 2003 - chiusura dell'attività di fonderia;
- 2006 - avvio della produzione dei motori EP (progetto in collaborazione con BMW);
- 2010 - lancio del motore EP da 200 CV;
- 2012 - lancio produttivo dei motori tricilindrici EB;
- 2013 - lancio del motore EP da 270 CV, fino a quel momento il più potente 1.6 al mondo destinato ad una vettura di serie;
- novembre 2013 - PSA e Renault mettono fine al sodalizio: lo stabilimento di Douvrin diviene interamente di proprietà del gruppo PSA.